# Хидака, Хироаки
Хироаки Хидака (яп. 日高 広明 Хидака Хироаки,  17 апреля 1962 — 25 декабря 2006) — японский серийный убийца.

## Биография
Хироаки родился в префектуре Миядзаки. Он был отличником, но провалил вступительные экзамены в университет Цукубы. Вместо этого он поступил в Фукуокский университет, но вскоре бросил его. Он часто занимал деньги, пил и снимал проституток. В апреле 1989 года он переехал в Хиросиму и начал работать. Хироаки женился в 1991 году, в 1993 году у него родилась дочь, но жена попала в сумасшедший дом. Хироаки ограбил и убил 4 женщин между апрелем и сентябрем 1996 года. Одна из его жертв была 16-летней девочкой, которая занималась эндзё-косай.
Он был арестован 21 сентября 1996 года. Верховный суд Хиросимы приговорил его к смертной казни 9 февраля 2000 года. Приговор не был обжалован. Хироаки Хидака был повешен 25 декабря 2006 года. После казни его адвокат заявил, что тюремные власти незаконно не допускали его к своему подзащитному.